# 3 Armia (RFSRR)
3 Armia (ros. 3-я армия) – związek operacyjny Armii Czerwonej okresu wojny domowej w Rosji i wojny polsko-bolszewickiej.

## Formowanie i walki
Sformowana w czerwcu 1918 z wojsk Frontu Wschodniego w rejonie Permu i Jekaterynburga. Pierwszym dowódcą 3 Armii był łotewski rewolucjonista Reingold Berzin. Komisarzem wojskowym 3 Armii był Filipp Gołoszczokin, jednocześnie komisarz wojskowy Uralskiej Obwodowej Rady Delegatów Robotniczych, Kozackich i Czerwonoarmijnych. Jednym z członków Rady Rewolucyjnej 3 Armii był Walentin Trifonow. Armia walczyła na Uralu.
27 czerwca 1918 tuż po północy (zaledwie 2 dni po powstaniu które zniweczyło próbę przeniesienia rodziny carskiej do Murmańska) dokonał on inspekcji domu Ipatjewa. Wkrótce wysłał telegram do Moskwy, zapewniając w nim Wszechrosyjski Centralny Komitet Wykonawczy (WCIK), że wszyscy członkowie rodziny carskiej żyją i mają się dobrze.
W listopadzie i grudniu 1918 r. 3 Armia poniosła ogromne straty podczas odwrotu znad Czusowej, z Kunguru i Permu, przy trzydziestostopniowym mrozie i brakach w zaopatrzeniu, umundurowaniu i uzbrojeniu. Armia musiała być odtwarzana praktycznie od nowa.
W styczniu 1920 zostasa przeformowana w 1 Rewolucyjną Armię Robotniczą. Odtworzona w czerwcu 1920, pod dowództwem W. Łazarewicza wchodziła w skład Frontu Zachodniego Tuchaczewskiego. Podczas ofensywy lipcowej 1920 3 Armia otrzymała rozkaz zajęcia 5 lipca Dokszyc, zaś 6 lipca odcięcia przeciwnika od linii odwrotu drogą żelazną w rejonie stacji Parafianowo. 9 lipca 1920 3 Armia otrzymała rozkaz skoncentrowania się do 11 lipca w rejonie Chołchło – Pierszaje – Raków. Poniosła duże straty w walkach nad Wkrą, pod Modlinem i na przedmościu warszawskim. Na skutek błędów polskiego dowództwa po bitwie nad Wisłą Armii udało się wycofać większość sił na wschód. W bitwie nad Niemnem poniosła olbrzymie straty. Podczas odwrotu spod Lidy większość jej sił dostało się do niewoli lub uległo rozproszeniu. W grudniu 1920 została rozformowana.

## Dowódcy armii[3]
- Reingold Berzin (20 lipca - 29 listopada 1918);
- Michaił Łaszewicz (30 listopada 1918 - 5 marca 1919);
- Siergiej Mieżeninow (5 marca - 26 sierpnia 1919);
- Michaił Ałafuzo (26 sierpnia - 6 października 1919, cz.p.o.);
- Michaił Matijasewicz (7 października 1919 - 15 stycznia 1920);
- Władimir Łazariewicz (12 czerwca - 18 października 1920);
- Aleksandr Biełoj (18 - 24 października, cz.p.o.);
- Nikołaj Kakurin (24 października — 31 grudnia 1920).

## Struktura organizacyjna
4 lipca 1920
- 5 Dywizja Strzelców
- 6 Dywizja Strzelców
- 21 Dywizja Strzelców
- 56 Dywizja Strzelców.

27 września 1920
- 2 Dywizja Strzelców
- 5 Dywizja Strzelców
- 6 Dywizja Strzelców
- 21 Dywizja Strzelców
- 56 Dywizja Strzelców.